# Olympische Jugend-Winterspiele 2020/Teilnehmer (Albanien)
| Gelbes Symbol für Goldmedaillen mit stilisierten Olympischen Ringen | Graues Symbol für Silbermedaillen mit stilisierten Olympischen Ringen | Braundes Symbol für Bronzemedaillen mit stilisierten Olympischen Ringen |
| ------------------------------------------------------------------- | --------------------------------------------------------------------- | ----------------------------------------------------------------------- |
| —                                                                   | —                                                                     | —                                                                       |

Albanien nahm an den Olympischen Jugend-Winterspielen 2020 in Lausanne mit einem Athleten im Ski Alpin teil.

## Teilnehmer nach Sportarten

### Ski Alpin
| Athleten      | Wettbewerbe  | 1. Lauf     | 1. Lauf | 2. Lauf     | 2. Lauf | Gesamt      | Gesamt |
| Athleten      | Wettbewerbe  | Zeit        | Rang    | Zeit        | Rang    | Zeit        | Rang   |
| ------------- | ------------ | ----------- | ------- | ----------- | ------- | ----------- | ------ |
| Jungen        |              |             |         |             |         |             |        |
| Ezio Leonetti | Riesenslalom | 1:13,85 min | 48      | 1:12,01 min | 41      | 2:25,86 min | 42     |
| Ezio Leonetti | Slalom       | 44,23 s     | 43      | DNF         | DNF     | DNF         | DNF    |
| Ezio Leonetti | Super-G      | –           | –       | –           | –       | 1:00,67 min | 48     |
| Ezio Leonetti | Kombination  | 1:00,97 min | 48      | 40,55 s     | 35      | 1:40,74 min | 35     |